# (1314) Paula
(1314) Paula es un asteroide perteneciente al cinturón de asteroides descubierto el 16 de septiembre de 1933 por Sylvain Julien Victor Arend desde el Real Observatorio de Bélgica, Uccle.

## Designación y nombre
Paula se designó inicialmente como 1933 SC.
Posteriormente fue nombrado así en honor de la esposa del descubridor.

## Características orbitales
Paula está situado a una distancia media del Sol de 2,296 ua, pudiendo alejarse hasta 2,697 ua. Su inclinación orbital es 5,24° y la excentricidad 0,1747. Emplea 1271 días en completar una órbita alrededor del Sol.